# Munster (Mosella)
Munster è un comune francese di 219 abitanti situato nel dipartimento della Mosella nella regione del Grand Est.

## Società

### Evoluzione demografica
Abitanti censiti